# زيد بن عريعر آل حميد
الأَمِيرْ زَيد بُْن عَرْعَرْ(عريعر) آلْ غَرِير هو شيخ بني خالد والأميرُ الإثنا عشر للإمارة الخالدية، في إمارته أضطرب أمره؛ صاروا مختلفين حيثُ كانت المبرز موالية له وشمالُ الحسا موالية لعبد المحسن السرداح آل غرير وحاول التَّخلص من منافسيه الخارجيين ولكن سقط الحُكم لابن عبد المحسن السرداح وهو برّاك بن عبد المحسن السرداح آل غرير.

### فهرس المراجع
1. ↑  الخالدي (2010)، ص. 138-139.

### بيانات المراجع
الكُتُب مُرتَّبة حَسب تاريخ النَّشر
- محمد يوسف الخالدي (2010)، قبيلة بني خالد في الجزيرة العربية: دراسة تاريخية عن ذرية خالد بن الوليد المخزومي (ط. 1)، بيروت: الدار العربية للموسوعات، LCCN:2010322892، OCLC:525242376، OL:25075738M، QID:Q116257101

| زيد بن عريعر آل حميد                     |                                      |                                 |
| سبقه دويحس بن عريعر و عبد المحسن السرداح | أُمراء دولة بني خالد الأولى 1792-1789 | تبعه براك بن عبد المحسن السرداح |